# 北条立岩テレビ中継局
北条立岩テレビ中継局（ほうじょうたていわテレビちゅうけいきょく）は、愛媛県松山市の旧北条市域に置かれているテレビ中継局である。

## 概要
- 当テレビ中継局は、松山市大字滝本字ウミノ谷乙29番4号の猪木北東高地に置かれ、旧北条市北部の一部に電波を発射している。

## 送信施設概要

### 地上デジタルテレビ放送
| ID | 放送局名           | 物理 チャンネル                     | 物理 チャンネル                     | 空中線 電力                         | ERP                                 | 放送 対象地域                       | 放送区域 内世帯数                   | 放送区域 内世帯数                   | 補足                                                                   |
| ID | 放送局名           | ～ 2011年 9月11日                   | 2011年 9月5日 ～                    | 空中線 電力                         | ERP                                 | 放送 対象地域                       | ～ 2011年 9月11日                   | 2011年 9月5日 ～                    | 補足                                                                   |
| -- | ------------------ | ----------------------------------- | ----------------------------------- | ----------------------------------- | ----------------------------------- | ----------------------------------- | ----------------------------------- | ----------------------------------- | ---------------------------------------------------------------------- |
| 1  | NHK 松山総合       | 60ch                                | 31ch                                | 300mW                               | 910mW                               | 愛媛県                              | 約200世帯                           | 382世帯                             | 数字chは2011年 9月11日で送信停止。 数字chは2011年 9月5日から送信開始。 |
| 2  | NHK 松山教育       | 62ch                                | 29ch                                | 300mW                               | 910mW                               | 全国                                | 約200世帯                           | 382世帯                             | 数字chは2011年 9月11日で送信停止。 数字chは2011年 9月5日から送信開始。 |
| 4  | RNB 南海放送       | 55ch                                | 25ch                                | 300mW                               | 640mW                               | 愛媛県                              | 約200世帯                           | 382世帯                             | 数字chは2011年 9月11日で送信停止。 数字chは2011年 9月5日から送信開始。 |
| 5  | eat 愛媛朝日テレビ | 非該当。 松山デジタル送信所を受信。 | 非該当。 松山デジタル送信所を受信。 | 非該当。 松山デジタル送信所を受信。 | 非該当。 松山デジタル送信所を受信。 | 非該当。 松山デジタル送信所を受信。 | 非該当。 松山デジタル送信所を受信。 | 非該当。 松山デジタル送信所を受信。 | 非該当。 松山デジタル送信所を受信。                                    |
| 6  | ITV あいテレビ     | 非該当。 松山デジタル送信所を受信。 | 非該当。 松山デジタル送信所を受信。 | 非該当。 松山デジタル送信所を受信。 | 非該当。 松山デジタル送信所を受信。 | 非該当。 松山デジタル送信所を受信。 | 非該当。 松山デジタル送信所を受信。 | 非該当。 松山デジタル送信所を受信。 | 非該当。 松山デジタル送信所を受信。                                    |
| 8  | EBC テレビ愛媛     | 58ch                                | 24ch                                | 300mW                               | 640mW                               | 愛媛県                              | 約200世帯                           | 382世帯                             | 数字chは2011年 9月11日で送信停止。 数字chは2011年 9月5日から送信開始。 |

#### 歴史
- 2009年8月27日 - 予備免許交付。
- 2009年9月1日 - 13時から試験放送開始。
- 2009年10月8日 - 本免許交付。
- 2009年10月13日 - 本放送開始。
- 2011年9月5日 - 11日までに｢リパック｣(=チャンネル変更)を実施。

### 地上アナログテレビ放送
| 放送局名           | チャンネル                                              | 空中線電力                                              | ERP                                                     | 放送 対象地域                                           | 放送区域 内世帯数                                       |
| NHK 松山教育       | 1ch                                                     | 映像1W /音声250mW                                       | アナログ終了のため不明                                  | 全国                                                    | 不明                                                    |
| RNB 南海放送       | 11ch                                                    | 映像1W /音声250mW                                       | アナログ終了のため不明                                  |                                                         | 不明                                                    |
| EBC テレビ愛媛     | 51ch                                                    | 映像1W /音声250mW                                       | アナログ終了のため不明                                  | 映像3W /音声750mW                                       | 不明                                                    |
| ITV あいテレビ     | 未開局・アナログ放送終了のため、 事実上先行しての廃局。 | 未開局・アナログ放送終了のため、 事実上先行しての廃局。 | 未開局・アナログ放送終了のため、 事実上先行しての廃局。 | 未開局・アナログ放送終了のため、 事実上先行しての廃局。 | 未開局・アナログ放送終了のため、 事実上先行しての廃局。 |
| eat 愛媛朝日テレビ | 未開局・アナログ放送終了のため、 事実上先行しての廃局。 | 未開局・アナログ放送終了のため、 事実上先行しての廃局。 | 未開局・アナログ放送終了のため、 事実上先行しての廃局。 | 未開局・アナログ放送終了のため、 事実上先行しての廃局。 | 未開局・アナログ放送終了のため、 事実上先行しての廃局。 |

- 2011年7月24日の停波で、全局が廃局となった。

## 偏波面
- UHF局…水平偏波
- VHF局（廃局）…垂直偏波